# Densill Theobald
Densill Theobald   (Port-of-Spain, 27 de juny de 1982) és un exfutbolista de Trinitat i Tobago de la dècada de 2000.
Fou 99 cops internacional amb la selecció de Trinitat i Tobago.
Pel que fa a clubs, destacà a Falkirk, Caledonia AIA i Újpest FC.